# Società per le missioni estere di Scarboro
La Società per le missioni estere di Scarboro (in latino Societas Scarborensis pro Missionibus ad Exteras Gentes, in inglese Scarboro Foreign Mission Society) è una società clericale di vita apostolica di diritto pontificio: i membri della società pospongono al loro nome la sigla S.F.M.

## Storia
La società venne fondata da John Fraser (1877-1965): nato in Canada da genitori scozzesi, studiò teologia a Roma e, divenuto sacerdote, partì come missionario per la Cina, dove gli venne assegnata la diocesi di Ningbo; rientrato in patria, con il sostegno dell'arcivescovo Charles-Hugues Gauthier, il 9 novembre 1918 eresse un seminario per la formazione del clero missionario nell'arcidiocesi di Ottawa. Nel 1921 la sede del seminario venne trasferita a Scarborough (Ontario), e nel 1924 John McRae venne nominato primo rettore dell'istituto.
Le costituzioni dei missionari di Scarboro vennero approvate definitivamente dalla Santa Sede l'11 giugno 1940.

## Attività e diffusione
I missionari di Scarboro si dedicano alla propagazione del cattolicesimo in terra di missione.
Sono presenti in Bahamas, Brasile, Canada, Cina, Repubblica Dominicana, Ecuador, Giappone, Guyana, Malawi e Thailandia; la sede generalizia è a Scarborough (Ontario).
Al 31 dicembre 2005, la compagnia contava 2 case e 61 membri, 42 dei quali sacerdoti.